# Piero De Luca
Piero De Luca (Cava de' Tirreni, 11 giugno 1980) è un politico italiano. Deputato dal 2018 per il PD, dal 2021 al 2023 è stato uno dei vicepresidenti del gruppo parlamentare.

## Biografia
Nato a Cava de' Tirreni in provincia di Salerno,  consegue il diploma presso il Liceo ginnasio Torquato Tasso nel capoluogo campano. Primogenito di Vincenzo De Luca, sindaco di Salerno per quattro mandati (1993-2001; 2006-2015) e presidente della Regione Campania dal (2015-), nel 2003 si laurea con lode in giurisprudenza all'Università degli Studi di Napoli Federico II, discutendo una tesi in diritto costituzionale sui conflitti di attribuzione tra il potere Giudiziario dello Stato e le Regioni.
Si specializza a Bruxelles, presso l'IEE (Institut d'études européennes, dell'Université libre de Bruxelles) dove nell'anno accademico 2005/2006 consegue un Diploma di studi specialistici in diritto europeo.
Dottore di ricerca in diritto ed economia presso la Federico II, con una tesi su Il soft Law nel diritto dell'Unione europea.
Avvocato abilitato dal 2006, parla il francese e l'inglese.
Dal 2008 al 2018 è agente temporaneo presso la Corte di giustizia dell'Unione europea, dove ha svolto la funzione di Referendario presso il Gabinetto del giudice Antonio Tizzano.
Dal 2022 è professore associato in Diritto dell'Unione Europea presso l'Università di Cassino.

### Vita privata
È sposato ed è padre di due figli.

## Attività politica
Dal 2013 al 2019 è stato membro dell'Assemblea nazionale del Partito Democratico (PD) e dall'agosto 2017 al marzo 2019 membro della segreteria regionale del PD in Campania.
È stato vicepresidente e coordinatore scientifico del Comitato in Campania per il "Sì" al referendum costituzionale del 2016.

### Elezione a deputato
Alle elezioni politiche del 2018 viene candidato alla Camera dei deputati per il PD nel collegio uninominale Campania 2 - 08 (Salerno) dove ottiene il 23,13% e viene sconfitto, giunge infatti terzo dietro all'esponente del Movimento 5 Stelle Nicola Provenza (40,84%) e al candidato del centro-destra Gennaro Esposito (27,31%). Viene comunque eletto deputato in virtù della candidatura nelle liste proporzionali del Partito Democratico nel collegio plurinominale Campania 2 - 02. Nel 2021 viene eletto vicepresidente del gruppo parlamentare.

### Rielezione alla Camera
Alle elezioni politiche anticipate del 2022 viene ricandidato alla Camera nel collegio plurinominale Campania 2 - 02 come capolista della lista Partito Democratico - Italia Democratica e Progressista, risultando eletto e venendo riconfermato nel ruolo di vicepresidente del gruppo parlamentare fino al 6 giugno 2023  quando viene rimosso dall’incarico con il nuovo corso di Elly Schlein e, su decisione dell’assemblea del PD, diventa segretario con delega per il PNRR, le riforme e la sicurezza.
A gennaio 2024 viene scelto come coordinatore, insieme a Simona Malpezzi di "Energia Popolare", la corrente di Stefano Bonaccini.